# Holczer Ádám
Holczer Ádám (Ajka, 1988. március 28. –) magyar labdarúgókapus, a Soroksár SC játékosa.

## Pályafutása
2007-től 2009 év végéig a Ferencváros játékosa volt. Közben 2007-ben kölcsönben szerepelt a Vecsés csapatában. 2010 februárjában két és fél éves szerződést kötött a Kecskemét csapatával. Eleinte az MTK Budapest FCnél volt próbajátékon, de a két vezetőség nem tudott megállapodni a játékos sorsáról. Ezután jelentkeztek be érte a kecskeméti vezetők, ahol eleinte itt is csak kölcsönadásról lett volna szó, de végül kivásárolták a szerződéséből a Ferencvárostól.
2021 júniusában a Tiszakécske játékosa lett.

## Sikerei, díjai
Ferencvárosi TC
- Magyar kupagyőztes: 2017
- Magyar bajnoki ezüstérmes: 2018
- Magyar bajnok: 2019[4]